# Église de l'Assomption de Dolac
Pour les articles homonymes, voir Église de l'Assomption.
L'église de l'Assomption est située en Bosnie-Herzégovine, sur le territoire du village de Dolac et dans la municipalité de Travnik. Elle est inscrite sur la liste provisoire des monuments nationaux de Bosnie-Herzégovine.